# Мерцалівка
Мерцалі́вка — село в Україні, у Богданівській сільській територіальній громаді Павлоградського району Дніпропетровської області. Населення за переписом 2001 року становить 54 особи.

## Географія
Село Мерцалівка знаходиться на правому березі річки Самара, вище за течією на відстані 2,5 км розташоване село Мар'їна Роща (Синельниківський район), нижче за течією на відстані 4 км розташоване село Самарське, на протилежному березі — село Дмитрівка (Синельниківській район).